# Caligus punctatus
Caligus punctatus är en kräftdjursart som beskrevs av Sueo M. Shiino 1955. Caligus punctatus ingår i släktet Caligus och familjen Caligidae. Inga underarter finns listade i Catalogue of Life.